# Affare Lavon
L'affare Lavon si riferisce a un'operazione segreta israeliana fallita, nome in codice Operazione Susannah, condotta in Egitto nell'estate del 1954.

## Storia
Come parte di un'operazione false flag, un gruppo di ebrei egiziani vennero reclutati dai servizi segreti militari israeliani per pianificare la collocazione di bombe all'interno di obiettivi civili egiziani, americani e di proprietà britannica quali cinema e biblioteche. Gli attacchi dovevano essere attribuiti ai Fratelli Musulmani, ai comunisti egiziani, a "insoddisfatti non meglio specificati" o a "nazionalisti locali" con l'obiettivo di creare un clima di violenza e instabilità sufficiente per indurre il governo britannico a mantenere le sue truppe di occupazione nella zona del canale di Suez in Egitto. L'operazione non causò vittime, fatta eccezione per quei membri della cellula che si suicidarono dopo essere stati catturati.
L'operazione divenne infine nota come affare Lavon (Lavon Affair), dopo che il ministro della difesa israeliano Pinhas Lavon fu costretto a dimettersi a seguito dell'incidente. Prima delle dimissioni di Lavon, l'incidente era stato eufemisticamente denominato in Israele come la "Sfortunata vicenda" o "Il cattivo affare" (in ebraico: עסק הביש, Esek HaBish). Dopo che Israele ha continuato a negare pubblicamente qualsiasi coinvolgimento nell'incidente per 51 anni, gli agenti sopravvissuti sono stati ufficialmente premiati nel 2005 con attestazioni di stima rilasciate dal presidente israeliano Moshe Katsav.